# Adenanthos barbigerus
Adenanthos barbigerus Hairy Jugflower, Hairy Glandflower) là một loài thực vật có hoa trong họ Quắn hoa. Loài này được Lindl. miêu tả khoa học đầu tiên năm 1839. Adenanthos barbigerus là một loài đặc hữu nằm ở phía tây nam của Tây Úc. Chúng thường phát triển với chiều cao lên đến 1 mét với hoa màu đỏ tươi và thường xuất hiện chủ yếu vào giữa tháng tám và tháng 12 hằng năm.